# Parnassius simonius
Parnassius simonius là một là một loài bướm ngày sinh sống ở vùng núi cao, được tìm thấy ở ly in the Pamir Mountains. Loài địa phương ở Aram-Kunghei, Zaalaisky Mts., Kirghizia. It là một member of the Snow Apollo genus Parnassius of the Swallowtail (Papilionidae) family.
P. simonius được tìm thấy ở slopes at 3,400-4,500 m. flying in tháng 7. The larva is associated with Lagotis decumbens and Veronica luetkeana.

## Identification
Parnassius simo differs from P. simonius by the upper hindwing having submarginal band represented by a discontinuous row of arrow-like teeth and from P. boëdromius, by the upper hindwing submarginal band being smoothly dentate.

## Hình ảnh

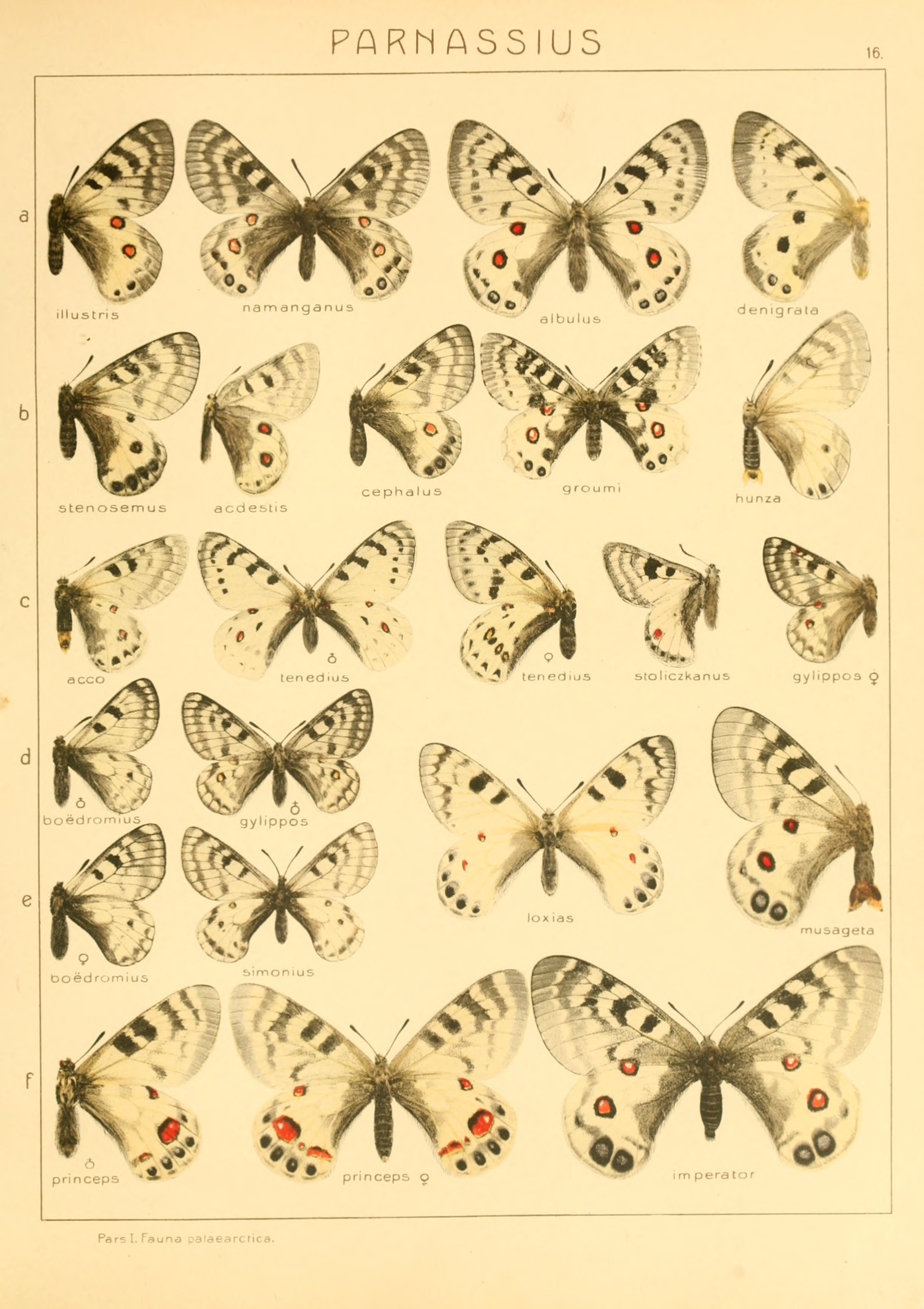